# Pseudocelosterna
Pseudocelosterna is een kevergeslacht uit de familie van de boktorren (Cerambycidae). De wetenschappelijke naam van het geslacht werd voor het eerst geldig gepubliceerd in 1943 door Breuning.

## Soorten
Pseudocelosterna is monotypisch en omvat slechts de volgende soort:
- Pseudocelosterna elegans (Waterhouse, 1881)